# Salon de la Section d'Or

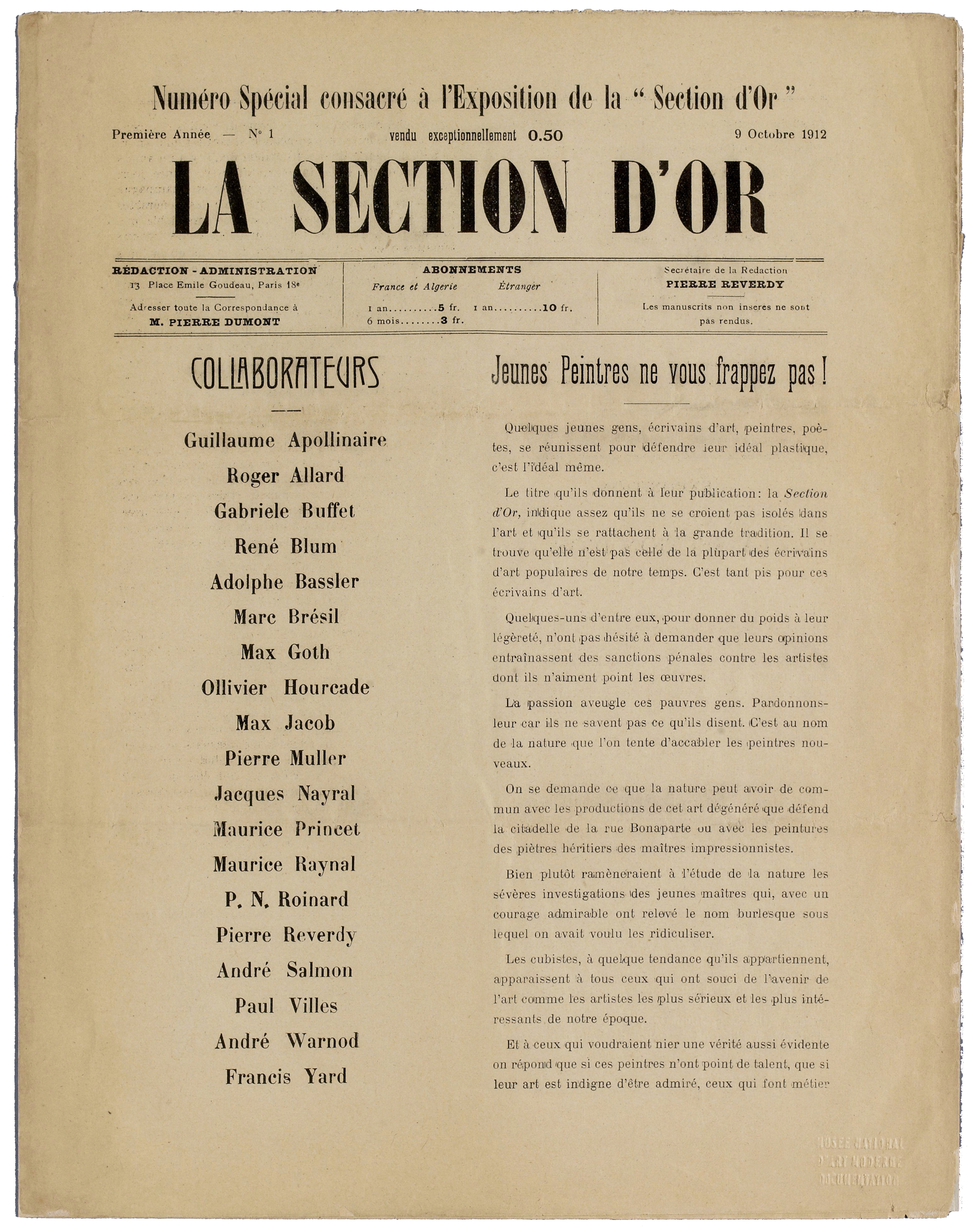
Numéro spécial consacré à l'Exposition de la Section d'or, première année, no 1, 9 octobre 1912.

Le Salon de la Section d'Or est une exposition artistique présentée du 10 au 30 octobre 1912 en France, à la galerie parisienne La Boétie, 64 bis, rue La Boétie, un ancien magasin de meubles converti en galerie d'art contemporain. Organisée par un comité de cinq artistes du groupe de Puteaux, elle se tient concurremment au Salon d'automne de 1912.
Ce premier salon sera suivi par deux autres dans l'entre-deux-guerres, à la Galerie La Boétie en 1920, et à la Galerie Vavin-Raspail en 1925.

## Participants et œuvres exposés en 1912
Le catalogue de l'exposition répertorie trente et un artistes exposants, dont les cinq organisateurs, et contient cent quatre-vingt-cinq numéros

### Exposants organisateurs
L'exposition est mise en place par un comité organisateur de cinq peintres s'intéressant aux développements récents du cubisme.  
- Marcel Duchamp
  - Nu descendant un escalier
  - Le roi et la reine entourés de nus vites
- Pierre Dumont
- Albert Gleizes
  - Les Baigneuses
  - La Femme aux phlox
  - Portrait de Jacques Nayral
- Francis Picabia
  - L'Arbre rouge
  - La Procession, Séville
- Henry Valensi (secrétaire)
  - L'air autour des scieurs de long

### Exposants invités
Les artistes sont invités personnellement par les organisateurs. 
- Auguste Agero
  - Sur le ring, bas-relief, acajou sculpté
  - Portrait de M. R...., buste en plâtre
  - Homme accroupi, pierre sculptée
  - La Femme et l'enfant, pierre sculptée
  - Vendeuse de fruits, acajou sculpté
  - Faune, acajou sculpté
  - Guerrier, acajou sculpté
  - Femme, statuette bronze
  - La Toilette de la Sultane, plat, fer repoussé
  - Marconéo, relief, fer repoussé
- Alexander Archipenko
  - Danseuse, statuette en ciment
  - Dessin
  - Dessin
- Honoré Auclair (Honoré Gleizes)
- Raymond Duchamp-Villon,
- André Dunoyer de Segonzac
- Alexandra Exter
- Demetrius Galanis
- Juan Gris
  - Le Lavabo
- Irène Reno
- Roger de La Fresnaye
- Marie Laurencin
- Alcide Le Beau
- Fernand Léger
- Sonia Lewitska
- André Lhote
- Jean Hippolyte Marchand
- Louis Marcoussis
- André Mare
- Luc-Albert Moreau
- Jean Metzinger
- Georges Ribemont-Dessaignes
- Eugène Tirvert
- Tobeen, né Félix Bonnet
- Paul Vera
- Jacques Villon
- Ernest-Frédéric Wield